# Essie Davis
Esther "Essie" Davis (Hobart, 1970. január 19. –) ausztrál színésznő.

## Filmográfia

### Film
| Év   | Magyar cím                        | Eredeti cím                                   | Szerep                           | Magyar hang    |
| ---- | --------------------------------- | --------------------------------------------- | -------------------------------- | -------------- |
| 1993 | Törvényes gazemberek              | The Custodian                                 | Jilly                            |                |
| 1995 |                                   | Dad and Dave: On Our Selection                | Kate Rudd                        |                |
| 1996 | Lilian története                  | Lilian's Story                                | Zara                             |                |
| 1996 |                                   | River Street                                  | Wendy Davis                      |                |
| 1997 |                                   | Blackrock                                     | Gilhooley nyomozónő              |                |
| 1997 |                                   | The Two-Wheeled Time Machine (rövidfilm)      | fiatal Alice                     |                |
| 1998 | Egy tenyér ha csattan             | The Sound of One Hand Clapping                | Jean                             |                |
| 2003 | Mátrix – Újratöltve               | The Matrix Reloaded                           | Maggie                           |                |
| 2003 | Életed a tét                      | The Pact                                      | Helene Davis                     |                |
| 2003 | Leány gyöngy fülbevalóval         | Girl with a Pearl Earring                     | Catharina                        | Hámori Eszter  |
| 2003 | Code 46                           | Code 46                                       | doktor                           |                |
| 2003 | Mátrix – Forradalmak              | The Matrix Revolutions                        | Maggie                           | Fehér Anna     |
| 2005 | Elkülönítve                       | Isolation                                     | Orla                             | Erdős Borcsa   |
| 2006 | Malac a pácban                    | Charlotte's Web                               | Mrs. Arable                      | F. Nagy Erika  |
| 2008 | Kislány, nagylány                 | Hey, Hey, It's Esther Blueburger              | Grace Blueburger                 | Hámori Eszter  |
| 2008 | Ausztrália                        | Australia                                     | Catherine "Cath" Carney Fletcher | Huszárik Kata  |
| 2010 |                                   | South Solitary                                | Alma Stanley                     |                |
| 2010 |                                   | The Wedding Party                             | Jane                             |                |
| 2010 | Az Őrzők legendája                | Legend of the Guardians: The Owls of Ga'Hoole | Marella (hangja)                 |                |
| 2011 |                                   | The Last Time I Saw Michael Gregg             | Lottie                           |                |
| 2011 |                                   | Burning Man                                   | Karen                            |                |
| 2014 | A Babadook                        | The Babadook                                  | Amelia Vanek                     |                |
| 2016 | Assassin’s Creed                  | Assassin's Creed                              | Mary Lynch                       | Hámori Eszter  |
| 2017 |                                   | Mindhorn                                      | Patricia Deville                 |                |
| 2019 | Amíg tart a nyár                  | Babyteeth                                     | Anna Finlay                      |                |
| 2019 | A Kelly banda igaz története      | True History of the Kelly Gang                | Ellen Kelly                      | Bertalan Ágnes |
| 2020 | Miss Fisher és a könnyek kriptája | Miss Fisher & the Crypt of Tears              | Phryne Fisher                    | Bertalan Ágnes |
| 2021 |                                   | The Justice of Bunny King                     | Bunny King                       |                |
| 2021 | Nitram                            | Helen                                         |                                  |                |

### Televízió
| Év        | Magyar cím                        | Eredeti cím                                 | Szerep                  | Megjegyzések                                       |
| --------- | --------------------------------- | ------------------------------------------- | ----------------------- | -------------------------------------------------- |
| 1997      | Vízizsaruk                        | Water Rats                                  | Nicola Bourke nyomozónő | 2 epizód                                           |
| 1997      | A hasfelmetsző                    | The Ripper                                  | Evelyn Bookman          | - tévéfilm - magyar hangja: - Liptai Claudia       |
| 1998      |                                   | Kings in Grass Castles                      | Mary Costello           | minisorozat (2 epizód)                             |
| 1998      | Vészhívás                         | Murder Call                                 | Judy St. John           | 1 epizód                                           |
| 2000      | Doktor Halifax                    | Halifax f.p.                                | Alison Blount           | 1 epizód                                           |
| 2001      |                                   | Corridors of Power                          | Sophie                  | 1 epizód                                           |
| 2002      | Oroszlánkölykök                   | Young Lions                                 | Julie Morgan            | 1 epizód                                           |
| 2003      |                                   | After the Deluge                            | Beth                    | tévéfilm                                           |
| 2003      |                                   | Temptation                                  | Julie                   | tévéfilm                                           |
| 2006      |                                   | Sweeney Todd                                | Mrs. Lovett             | tévéfilm                                           |
| 2006      | Néma szavak                       | The Silence                                 | Juliet Moore            | tévéfilm                                           |
| 2011      |                                   | Cloudstreet                                 | Dolly Pickles           | minisorozat (3 epizód)                             |
| 2011      |                                   | The Slap                                    | Anouk                   | minisorozat (8 epizód)                             |
| 2012–2015 | Miss Fisher rejtélyes esetei      | Miss Fisher's Murder Mysteries              | Phryne Fisher           | főszereplő (34 epizód)                             |
| 2014      |                                   | A Poet in New York                          | Caitlin Thomas          | tévéfilm                                           |
| 2014      | Halálosan komolytalan             | Funny or Die Presents                       | Amelia                  | 1 epizód                                           |
| 2016      | Trónok harca                      | Game of Thrones                             | Lady Crane              | 3 epizód (6. évad)                                 |
| 2017      | A fehér hercegnő                  | The White Princess                          | Woodville Erzsébet      | minisorozat (6 epizód)                             |
| 2017      |                                   | Philip K. Dick's Electric Dreams            | Vera                    | 1 epizód                                           |
| 2017      |                                   | The Last Post                               | Martha Franklin         | minisorozat (5 epizód)                             |
| 2019      | Isten bárányai                    | Lambs of God                                | Iphigenia nővér         | minisorozat (4 epizód)                             |
| 2022      | Guillermo del Toro: Rémségek tára | Guillermo del Toro's Cabinet of Curiosities | Nancy Bradley           | - 1 epizód - magyar hangja: - Kisfalvi Krisztina   |
| 2023      | Ausztrália: A sorozat             | Faraway Downs                               | Cath Carney             | minisorozat (6 epizód)                             |
| 2024      | Egy nap                           | One Day                                     | Alison, Dexter anyja    | 4 epizód                                           |
| 2025      | Alien: Föld                       | Alien: Earth                                | Dame Sylvia             | - főszereplő - magyar hangja: - Kisfalvi Krisztina |